# Шведский футбол
Шведский футбол (швед. Svensk fotboll) — командный вид спорта, разновидность футбола. Правила использовались для игр в Швеции с 1870-х по 1890-е годы, пока не появился современный футбол. Правила шведского футбола содержат элементы как футбола, так и регби, будучи более близкими к первому. 

## История
Шведский футбол возник на основе английских игр с мячом. Он впервые появился в Швеции в 1870-х годах, когда в Англии уже утвердились различные варианты игры, однако в процессе адаптации эти соглашения были забыты. В результате шведские игроки могли проводить матчи даже с разными видами мячей: круглыми и овальными. Первое упоминание о футболе в Швеции обнаруживается в статье газеты Göteborgs-Posten от 24 мая 1874 года, из которой читатели могли узнать, что в Гётеборг основано спортивное общество, которое, в частности проводит футбольные соревнования. Через год был основан Göteborgs Bollklubb, среди видов спорта которого был и футбол.
В 1880 году в книге Маурица Тёрнгрена Fria Lekar. Anvisning till skolans tjenst были впервые опубликованы правила шведского футбола. Автор посетил Англию, чтобы изучить разные виды спорта, и по возвращении перенёс свой опыт на страницы книги. Он не понял — или просто не заметил — отличий разновидностях английского футбола, закреплённых в правилах более 20 лет перед этим, в результате в книге оказалась записана смесь из правил футбола и регби. Они оказались труднопонимаемы и не получили широкого распространения. Вместо них в 1885 году Göteborgs Bollklubb и ведущие клубы Стокгольма, Stockholms Bollklubb (основан в 1879), и Висбю, Visby Bollklubb совместно утвердили свои правила шведского футбола, которые доминировани в стране следующие несколько лет
Первый матч по правилам Футбольной ассоциации на шведской земле состоялся в Мальмё 12 октября 1890 года, датский клуб Kjøbenhavns Boldklub в рамках визита провёл двусторонний выставочный матч. Однако настоящее пришествие современного футбола произошло в Гётеборге, когда по новым правилам 22 мая 1892 года был сыгран первый национальный матч между городскими клубами Örgryte Idrottssällskap и Idrottssällskapet Lyckans Soldater. К 1895 году шведский футбол потерял популярность, во многом благодаря наплыву иммигрантов из Англии, Шотландии и Австралии.

## Правила
Правила шведского футбола во многом соответствует правилам Футбольной ассоциации за исключением двух важных деталей: игроки могли хватать мяч руками и некоторое время перемещаться с ним, а затем бить по нему после отскока; на воротах отсутствовала перекладина.

## Сноски
1. ↑  Jönsson, p. 203.
2. ↑  Persson, p. 34.
3. ↑  Persson, pp. 35–36.
4. ↑  Persson, p. 37.
5. ↑  Jönsson, p. 211.
6. ↑  Persson, p. 36.